# Lista de ministros da Saúde de Portugal

Bandeira de ministro de Portugal.

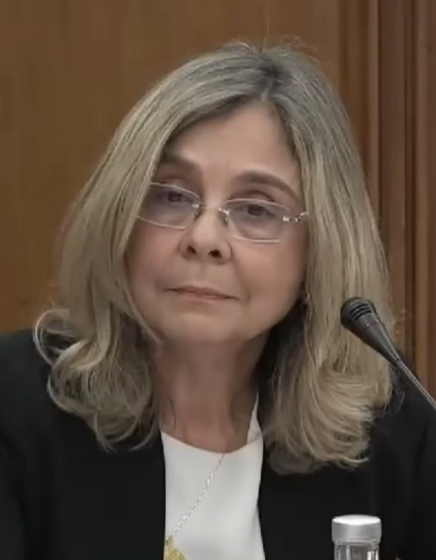
Ana Paula Martins, atual ministra da Saúde.

Esta é uma lista de ministros da Saúde em Portugal, entre a criação do cargo a 14 de agosto de 1958 e a atualidade.
A lista cobre o período ditatorial do Estado Novo (1933–1974) e o atual período democrático (1974–atualidade)

## Designação
Entre 1958 e a atualidade, o cargo de ministro da Saúde teve as seguintes designações:
- Ministro da Saúde e Assistência — designação usada entre 14 de agosto de 1958 e 7 de novembro de 1973;
- Ministro da Saúde — designação usada entre 7 de novembro de 1973 e 16 de maio de 1974;
- Serviços integrados no Ministério dos Assuntos Sociais — entre 16 de maio de 1974 e 9 de junho de 1983;
- Ministro da Saúde — designação usada desde 9 de junho de 1983.

## Numeração
Para efeitos de contagem, regra geral, não contam os ministros interinos em substituição de um ministro vivo e em funções. Já nos casos em que o cargo é ocupado interinamente, mas não havendo um ministro efetivamente em funções, o ministro interino conta para a numeração. Os casos em que o ministro não chega a tomar posse não são contabilizados. Os períodos em que o cargo foi ocupado por órgãos coletivos também não contam na numeração desta lista.
São contabilizados os períodos em que o ministro esteve no cargo ininterruptamente, não contando se este serve mais do que um mandato consecutivo, e não contando ministros provisórios durante os respetivos mandatos. Ministros que sirvam em períodos distintos são, obviamente, distinguidos numericamente.

## Lista
Legenda de cores

(para partidos e correntes políticas)
| Segunda República (1926–1974)            | |                   |                        |                        |         |                     |
| #                                        | Ministro da Saúde e Assistência (Nascimento–Morte) | Retrato           | Início do mandato      | Fim do mandato         | Governo | Governo             |
| Estado Novo (1933–1974)                  | |                   |                        |                        |         |                     |
| 1                                        | Henrique de Miranda Vasconcelos Martins de Carvalho (1919–1994) |                   | 14 de agosto de 1958   | 9 de dezembro de 1960  |         | II Oliveira Salazar |
| –                                        | Cargo vago |                   | 9 de dezembro de 1960  | 14 de dezembro de 1960 |         | II Oliveira Salazar |
| –                                        | Henrique de Miranda Vasconcelos Martins de Carvalho (continuação) (1919–1994) |                   | 14 de dezembro de 1960 | 4 de dezembro de 1962  |         | II Oliveira Salazar |
| 2                                        | Pedro Mário Soares Martínez (1925–2021) |                   | 4 de dezembro de 1962  | 15 de outubro de 1963  |         | II Oliveira Salazar |
| 3                                        | Alfredo Rodrigues dos Santos Júnior (interino) (1908–1990) |                   | 15 de outubro de 1963  | 23 de novembro de 1963 |         | II Oliveira Salazar |
| 4                                        | Francisco Pereira Neto de Carvalho (1921–2017) |                   | 23 de novembro de 1963 | 19 de agosto de 1968   |         | II Oliveira Salazar |
| 5                                        | Joaquim de Jesus Santos (1921–1994) |                   | 19 de agosto de 1968   | 27 de setembro de 1968 |         | II Oliveira Salazar |
| 6                                        | Lopo de Carvalho Cancela de Abreu (1913–1990) |                   | 27 de setembro de 1968 | 15 de janeiro de 1970  |         | III Caetano         |
| 7                                        | Baltasar Leite Rebelo de Sousa (1921–2002) |                   | 15 de janeiro de 1970  | 7 de novembro de 1973  |         | III Caetano         |
| #                                        | Ministro da Saúde (Nascimento–Morte) | Retrato           | Início do mandato      | Fim do mandato         |         | III Caetano         |
| 8                                        | Clemente Rogeiro (1921–2010) |                   | 7 de novembro de 1973  | 25 de abril de 1974    |         | III Caetano         |
| Terceira República (1974–presente)       | |                   |                        |                        |         |                     |
| #                                        | Ministro da Saúde (Nascimento–Morte) | Retrato           | Início do mandato      | Fim do mandato         | Governo | Governo             |
| Junta de Salvação Nacional (1974)        | |                   |                        |                        |         |                     |
| –                                        | Junta de Salvação Nacional composta por: António Sebastião Ribeiro de Spínola (Presidente) Francisco da Costa Gomes Jaime Silvério Marques Manuel Diogo Neto Carlos Galvão de Melo José Baptista Pinheiro de Azevedo António Alva Rosa Coutinho |                   | 25 de abril de 1974    | 16 de maio de 1974     |         | ——                  |
| Governos Provisórios (1974–1976)         | |                   |                        |                        |         |                     |
| –                                        | Serviços integrados no Ministério dos Assuntos Sociais (Anexo:Lista de ministros dos Assuntos Sociais de Portugal) |                   | 16 de maio de 1974     | 23 de julho de 1976    | ——      | ——                  |
| Governos Constitucionais (1976-Presente) | |                   |                        |                        |         |                     |
| –                                        | Serviços integrados no Ministério dos Assuntos Sociais (Anexo:Lista de ministros dos Assuntos Sociais de Portugal) |                   | 23 de julho de 1976    | 9 de junho de 1983     | ——      | ——                  |
| 9                                        | António Manuel Maldonado Gonelha (1935–2022) |                   | 9 de junho de 1983     | 6 de novembro de 1985  |         | IX Soares           |
| 10                                       | Maria Leonor Couceiro Pizarro Beleza de Mendonça Tavares (1948–) |                   | 6 de novembro de 1985  | 5 de janeiro de 1990   |         | X Cavaco Silva      |
| 10                                       | Maria Leonor Couceiro Pizarro Beleza de Mendonça Tavares (1948–) | XI Cavaco Silva   | 6 de novembro de 1985  | 5 de janeiro de 1990   |         |                     |
| 11                                       | Arlindo Gomes de Carvalho (1945–) |                   | 5 de janeiro de 1990   | 7 de dezembro de 1993  |         | XI Cavaco Silva     |
| 11                                       | Arlindo Gomes de Carvalho (1945–) | XII Cavaco Silva  | 5 de janeiro de 1990   | 7 de dezembro de 1993  |         |                     |
| 12                                       | Adalberto Paulo da Fonseca Mendo (1932–2025) |                   | 7 de dezembro de 1993  | 28 de outubro de 1995  |         |                     |
| 13                                       | Maria de Belém Roseira Martins Coelho Henriques de Pina (1949–) |                   | 28 de outubro de 1995  | 25 de outubro de 1999  |         | XIII Guterres       |
| 14                                       | Maria Manuela de Brito Arcanjo Marques da Costa (1954–) |                   | 25 de outubro de 1999  | 3 de julho de 2001     |         | XIV Guterres        |
| 15                                       | António Fernando Correia de Campos (1942–) |                   | 3 de julho de 2001     | 6 de abril de 2002     |         | XIV Guterres        |
| 16                                       | Luís Filipe da Conceição Pereira (1944–) |                   | 6 de abril de 2002     | 12 de março de 2005    |         | XV Durão Barroso    |
| 16                                       | Luís Filipe da Conceição Pereira (1944–) | XVI Santana Lopes | 6 de abril de 2002     | 12 de março de 2005    |         |                     |
| 17                                       | António Fernando Correia de Campos (2.ª vez) (1942–) |                   | 12 de março de 2005    | 30 de janeiro de 2008  |         | XVII Sócrates       |
| 18                                       | Ana Maria Teodoro Jorge (1949–) |                   | 30 de janeiro de 2008  | 21 de junho de 2011    |         | XVII Sócrates       |
| 18                                       | Ana Maria Teodoro Jorge (1949–) | XVIII Sócrates    | 30 de janeiro de 2008  | 21 de junho de 2011    |         |                     |
| 19                                       | Paulo José Ribeiro Moita de Macedo (1963–) |                   | 21 de junho de 2011    | 30 de outubro de 2015  |         | XIX Passos Coelho   |
| 20                                       | Fernando Serra Leal da Costa (1959–) |                   | 30 de outubro de 2015  | 26 de novembro de 2015 |         | XX Passos Coelho    |
| 21                                       | Adalberto Campos Fernandes (1958–) |                   | 26 de novembro de 2015 | 15 de outubro de 2018  |         | XXI Costa           |
| 22                                       | Marta Alexandra Fartura Braga Temido de Almeida Simões (1974–) |                   | 15 de outubro de 2018  | 10 de setembro de 2022 |         | XXI Costa           |
| 22                                       | Marta Alexandra Fartura Braga Temido de Almeida Simões (1974–) | XXII Costa        | 15 de outubro de 2018  | 10 de setembro de 2022 |         |                     |
| 22                                       | Marta Alexandra Fartura Braga Temido de Almeida Simões (1974–) | XXIII Costa       | 15 de outubro de 2018  | 10 de setembro de 2022 |         |                     |
| 23                                       | Manuel Francisco Pizarro de Sampaio e Castro (1964–) |                   | 10 de setembro de 2022 | 2 de abril de 2024     |         | XXIII Costa         |
| 24                                       | Ana Paula Mecheiro de Almeida Martins Silvestre Correia (1965–) |                   | 2 de abril de 2024     | presente               |         | XXIV Montenegro     |
| 24                                       | Ana Paula Mecheiro de Almeida Martins Silvestre Correia (1965–) | XXV Montenegro    | 2 de abril de 2024     | presente               |         |                     |

### Lista de ministros da Saúde vivos
| Nome                       | Mandato(s)           | Idade              |
| -------------------------- | -------------------- | ------------------ |
| Leonor Beleza              | 1985–1990            | 76 anos e 193 dias |
| Arlindo de Carvalho        | 1990–1993            | 80 anos e 114 dias |
| Maria de Belém Roseira     | 1995–1999            | 75 anos e 311 dias |
| Manuela Arcanjo            | 1999–2001            | 71 anos e 53 dias  |
| António Correia de Campos  | 2001–2002; 2005–2008 | 82 anos e 172 dias |
| Luís Filipe Pereira        | 2002–2005            | 80 anos e 218 dias |
| Ana Jorge                  | 2008–2011            | 75 anos e 254 dias |
| Paulo Macedo               | 2011–2015            | 61 anos e 325 dias |
| Fernando Leal da Costa     | 2015                 | 65 anos e 281 dias |
| Adalberto Campos Fernandes | 2015–2018            | 66 anos e 252 dias |
| Marta Temido               | 2018–2022            | 51 anos e 94 dias  |
| Manuel Pizarro             | 2022–2024            | 61 anos e 122 dias |
| Ana Paula Martins          | 2024–                | 59 anos e 212 dias |